# 阿留西亚螳属
阿留西亚螳属（学名：Ariusa）是沙漠螳科的一属。

## 下属物种
本属包括以下物种：
- Ariusia conspersa Stal, 1877